# Гад-Нора
Гад-Нора́ (Гад-Норах) — невеликий піщаний острів в Червоному морі в архіпелазі Дахлак, належить Еритреї, адміністративно відноситься до району Дахлак регіону Семіен-Кей-Бахрі.

## Географія
Розташований біля півночі-західного берега острова Нора. Має компактну прямокутну форму. Довжина 1,2 км, ширина до 850 м. Острів облямований кораловими рифами.